# WebVR
WebVR — это экспериментальный браузерный API для доступа к устройствам виртуальной реальности, таким как HTC Vive, Oculus Rift, Google Cardboard и OSVR.
WebVR реализует следующие функции:
- Определение доступных устройств виртуальной реальности.
- Получение возможностей выбранного устройства.
- Определение текущих координат и углов обзора в трёхмерном пространстве.
- Вывод графической информации на соответствующее устройство.

## История
WebVR был впервые задуман весной 2014 года Владимиром Вукичевичем и другими разработчиками из компании Mozilla. 1 марта 2016 года участники группы Mozilla VR совместно с разработчиками браузера Google Chrome презентовали версию 1.0 спецификации WebVR API. Стандарт претерпел многочисленные изменения и улучшения по сравнению с первоначальной версией.
Последние правки в новую стабильную версию спецификации WebVR 1.1 были внесены 5 апреля 2017 года, после чего к команде разработчиков из Mozilla и Google присоединились сотрудники Microsoft, начав работу над следующей версией стандарта.
Однако в 2018 году было объявлено о разработке нового браузерного API WebXR, идущего на смену WebVR. Стандарт предполагает взаимодействие с устройствами дополненной реальности и виртуальной реальности с использованием единого программного интерфейса.

## Описание работы технологии
API WebVR предоставляет несколько новых интерфейсов, которые позволяют веб-приложениям презентовать контент в режиме виртуальной реальности, используя API WebGL. Они также обеспечивают необходимые настройки для камеры и методы для взаимодействия с устройствами (в частности, обеспечивают захват координат и состояния контроллеров). Для того, чтобы использовать WebVR, веб-приложение должно выполнить следующие действия:
1. Запросить список доступных устройств виртуальной реальности.
2. Проверить, поддерживает ли устройство необходимый режим представления.
3. В случае успеха приложение объявляет пользователю о доступности устройства.
4. Пользователь выполняет действие для активации устройства.
5. В ответ на действие пользователя приложение запрашивает VR-сессию.
6. Далее запускается цикл рендеринга, который генерирует графику, отображаемую на устройстве.
7. Сессия виртуальной реальности завершается в ответ на действие пользователя либо программно.

## Поддержка в браузерах
В настоящий момент спецификация WebVR 1.0 поддерживается в браузере Firefox 55+ для Windows (64-битная версия) и в браузере Google Chrome для платформы Android (в качестве экспериментальной возможности). Спецификация WebVR 1.1 добавлена в браузер Microsoft Edge в сборке 15002+, а также в Samsung Internet Архивная копия от 12 июня 2018 на Wayback Machine, Chromium, Servo Архивная копия от 2 марта 2021 на Wayback Machine и Oculus Carmel Архивная копия от 28 марта 2019 на Wayback Machine.
Chrome для Windows поддерживает WebVR 1.1 в специальной сборке Архивная копия от 2 февраля 2019 на Wayback Machine. Firefox 55+ для платформы macOS требует активации соответствующих настроек со стороны пользователя.

## Примеры использования
Ниже представлены проекты, в которых реализована поддержка стандартов WebVR/WebXR:
- A-Frame — открытый пакет для создания VR-контента с использованием HTML[12]
- Babylon.js — открытая WebGL библиотека, разрабатываемая компанией Microsoft[13]
- PlayCanvas — облачная среда разработки приложений, включающая одноимённый открытый игровой движок.
- Sketchfab — облачный хостинг 3D-моделей.
- Verge3D — позволяет создавать VR-приложения в 3ds Max и Blender с помощью встроенного визуального редактора логики Puzzles[14].
- X3DOM — открытая библиотека, использующая международный стандарт трёхмерной графики X3D[15].
- Site3D Configurator — сервис создания 3D конфигураторов.